# Adelaide João
Maria da Glória Pereira da Silva (Lisboa, 27 de julio de 1921-3 de febrero de 2021) más conocida como Adelaide João, fue una actriz de cine, teatro y televisión portuguesa.

## Biografía
Comenzó como actriz aficionada en el grupo de teatro de Philips. Su talento la llevó a ser invitada por el director Artur Ramos a hacer televisión, debutando como actriz de televisión (RTP) en Fim de semana em Madrid (1960). En RTP realizó obras de teatro como A Intrusa (1960), A Castro (1961), Eva e Madalena (1962).
En 1961 realiza la obra O Consultório en el Teatro Nacional D. Maria II. En 1962 participó en la obra A Rapariga do Bar en el Teatro da Trindade (Compañía Nacional de Teatro).  Aún en 1962, se fue a París para estudiar teatro, siendo becado por la Fundación Calouste Gulbenkian. Trabajó para varias compañías de teatro francesas.
En 1965 regresó a Portugal, volvió a la televisión y se unió al elenco de Companhia do Teatro Estúdio de Lisboa (dirigida por Helena Félix y Luzia Maria Martins). En los años siguientes se incorporó a la Companhia do Teatro Experimental de Cascais, Teatro Maria Matos, Casa da Comédia, Empresa Vasco Morgado o Teatro o Bando.
En televisión realizó varias series, telenovelas, telefilmes y teleteatro. Participa en las primeras telenovelas portuguesas: Vila Faia (1982), Origens (1983), Chuva na areia (1985) e Palavras cruzadas (1987). En séries como Histórias simples da gente cá do meu bairro (1965), Sete pecados mortais (1966), Xailes negros (1986), Cobardias (1988), A árvore (1991), Débora (1998), A loja do Camilo (2000), Os batanetes (2004), Aqui não há quem viva (2007), Um lugar para viver (2009)... e novelas como Nunca digas adeus (2001) ou Tudo por amor (2002)...
Desempeñó un papel relevante en el grupo Teatro o Bando. Participó en un gran número de películas (portuguesas y francesas), trabajando con directores tan diversos como Ernesto de Sousa, José Fonseca e Costa, Manoel de Oliveira, Fernando Lopes, Ricardo Costa, entre otros. Murió el 3 de febrero de 2021, víctima de complicaciones asociadas al COVID-19 durante la pandemia de COVID-19 en Portugal, en la Casa do Artista, donde vivía.